# 제이크 웨슬리 로저스
제이크 웨슬리 로저스(Jake Wesley Rogers, 1996년 12월 19일 ~ )는 미국의 싱어송라이터이다.

## 전기
그는 스프링필드 미주리주에서 자랐으며 그곳에서 6세에 기타를 배웠고 12세에 피아노 연주와 음성 훈련을 시작했다. 그는 5학년 때 연극 공연을 시작했고 그 후 곧 노래를 쓰기 시작했다. 어린 나이에 그는 레이디 가가 및 넬리 퍼타도와 같은 아티스트의 조형 콘서트에 참석했다. 그는 6학년 때 게이로 커밍아웃했고, 그의 가족은 지지했지만 고향의 문화적 분위기로 인해 자신의 성향을 숨겨야 한다고 느꼈다.
그는 벨몬트 대학교에서 작곡을 공부하기 위해 18세에 내슈빌로 이사했다. 그는 2018년에 졸업했다.

## 음반

### EP
| 제목      | 음반                                                                                    |
| --------- | --------------------------------------------------------------------------------------- |
| Evergreen | - 발매일자 : 2017년 6월 16일 - 포맷 : 디지털 다운로드, 스트리밍 - 레이블 : 자체 발매    |
| Spiritual | - 발매일자 : 2019년 4월 5일 - 포맷 : 디지털 다운로드, 스트리밍 - 레이블 : 자체 발매     |
| Pluto     | - 발매일자 : 2021년 10월 1일 - 포맷 : 디지털 다운로드, 스트리밍 - 레이블 : 워너 레코드  |
| LOVE      | - 발매일자 : 2022년 10월 21일 - 포맷 : 디지털 다운로드, 스트리밍 - 레이블 : 워너 레코드 |

### 싱글
| 제목                    | 년도 | 음반      |
| ----------------------- | ---- | --------- |
| "You Should Know"       | 2017 | Evergreen |
| "Jacob From the Bible"  | 2019 | Spiritual |
| "Little Queen"          | 2019 | Spiritual |
| "Middle of Love"        | 2021 | Pluto     |
| "Momentary"             | 2021 | Pluto     |
| "Weddings and Funerals" | 2021 | Pluto     |